# AirPort Express

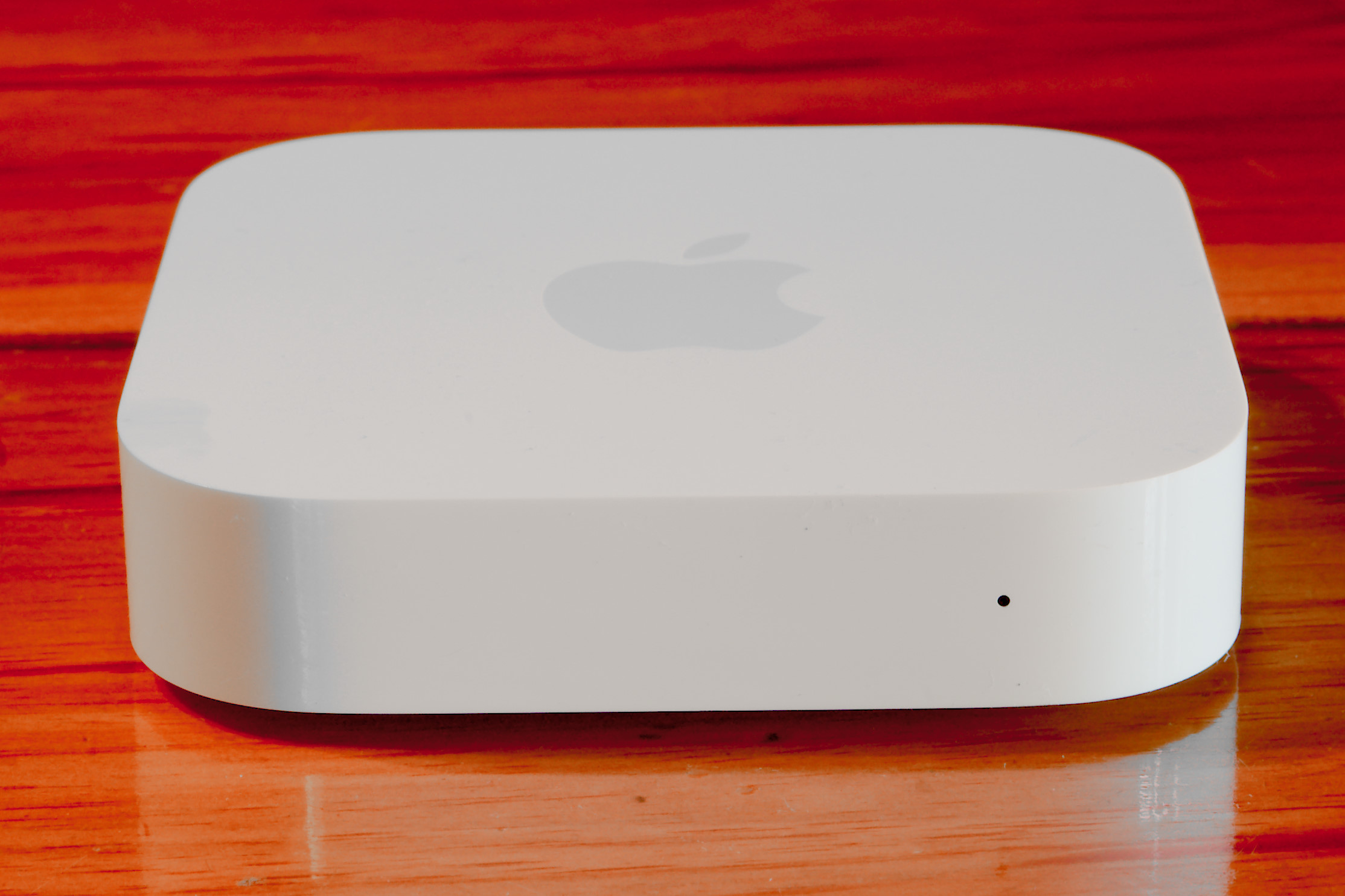
L'AirPort Express redesignée, réalisée en 2012

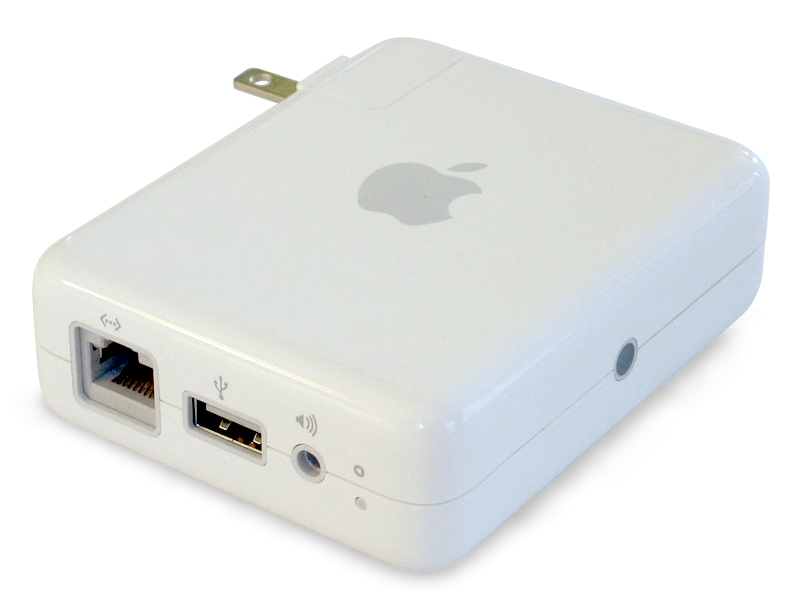
1re Génération AirPort Express

L'AirPort Express était un routeur Wi-Fi de Apple Inc., un des produits de la gamme AirPort. Alors qu'il était compact et d'une certaine manière plus simple que les autres routeurs Wi-Fi d'Apple, notamment AirPort Extreme, l'Express proposait une sortie audio. L'AirPort Express était le premier appareil AirPlay (anciennement appelé AirTunes) ce qui lui permettait de recevoir du streaming audio à partir d'un ordinateur exécutant iTunes sur le réseau local.
AirPort Express surpasse les exigences strictes du Programme des Exigences pour les Petits Équipements de Réseau (SNE) de la Version 1.0 d'ENERGY STAR.
Selon un rapport de Bloomberg, le 21 novembre 2016, « Apple Inc. a dissous sa division qui développe des routeurs sans fil, pour essayer de concentrer sur les produits de consommation qui génèrent la majeure partie de ses revenus, selon des personnes familières avec l'affaire ».
En avril 2018, via le site 9to5Mac, Apple a annoncé l'arrêt de sa gamme AirPort, délaissant ainsi le marché des routeurs. Apple va continuer à mettre à jour logiciellement l'AirPort Express, mais la société propose désormais une liste de caractéristiques recommandées lorsque les consommateurs seront à la recherche d'un nouveau routeur sans fil. En effet, fin août 2018, une mise à jour logicielle est proposée sur les AirPort Express de dernière génération, permettant l'utilisation d'AirPlay 2.

## Description
Lorsqu'il est connecté à un réseau Ethernet, l'Express peut fonctionner comme un point d'accès sans fil. Le modèle actuel permet jusqu'à 50 utilisateurs du réseau. Il peut être utilisé comme un pont Ethernet sans fil dans certaines configurations. Il peut aussi être utilisé pour étendre la portée d'un réseau, ET/OU en tant qu'imprimante et de serveur audio. Le modèle présenté en juin 2012 comprend deux ports Ethernet : un WAN (réseau étendu) et un LAN (réseau local).
La version originale (M9470LL/A, modèle A1084) a été présentée par Apple le 7 juillet 2004, et incluait une sortie analogique–optique audio mini-jack, un port USB pour l'impression à distance ou la recharge de l'iPod (iPod shuffle seulement), et un port Ethernet. Le processeur principal de la norme 802.11 g AirPort Express est un chipset pour réseau sans fil Broadcom BCM4712KFB, qui a un processeur intégré MIPS de 200 MHz. L'audio était géré par un convertisseur numérique-analogique de Texas Instruments Burr-Brown PCM2705 16-bits.
Une version mise à jour (MB321LL/A, modèle A1264), qui possède la spécification 802.11 Draft-N et qui exploite une des bandes 2,4 GHz et 5 GHz, avec presque toutes les autres caractéristiques identiques, a été mise en place par Apple en mars 2008. Jusqu'à 10 unités sans fil peut se connecter à la borne AirPort Express.
L'AirPort Express utilise un connecteur audio qui combine une prise mini jack 3.5 mm et un émetteur optique numérique mini-TOSLINK, permettant la connexion à une source externe de convertisseur numérique-analogique (DAC) ou d'amplificateur avec DAC interne. Des CDs audio standarts, rippés dans iTunes dans le format Apple Lossless puis envoyés à l'AirPort Express, vont être entendu identiques bit par rapport au CD original (si l'amélioration du son des paramètres iTunes est désactivé). 
La fonction de sortie audio de l'AirPort Express sur un système exécutant Mac OS X Lion ou une version antérieure ne peut être utilisé que pour diffuser sans fil les fichiers audio à partir d'iTunes auprès d'un système stéréo. Il ne pouvait pas être utilisé pour écouter la bande-son d'un contenu vidéo d'iTunes. OS X Mountain Lion a introduit à l'échelle du système  une fonction de sortie audio passant directement par la borne AirPort Express. Cela permet d'écouter un contenu vidéo dans iTunes par exemple, et aussi de maintenir correctement la synchronisation audio avec l'image affichée à l'écran. La vidéo est synchronisée avec la sortie audio lors de la lecture de la vidéo par le biais d'une borne AirPort Express si la vidéo est dans un format pris en charge par QuickTime Player (comme le HTML 5 dans Safari, etc.).
Pour Windows et macOS (avant OS X 10.8 Mountain Lion), il y a des logiciels disponibles pour le streaming avec la borne AirPort Express, tels que Airfoil, TuneBlade et Porthole.

## L'histoire
- Juillet 2004 : l'AirPort Express[10] dévoilée
- Mars 2008 : l'AirPort Express 802.11n (1re Génération)[11] dévoilée
- Juin 2012 : l'AirPort Express 802.11n (2e Génération)[12] dévoilée

## Modèles
| Numéro de modèle aux USA | Numéro de famille de produit | Date                     | Norme Wi-Fi                            | Caractéristiques | Surnom Consommateur                       | Version Utilitaire AirPort                  |
| ------------------------ | ---------------------------- | ------------------------ | -------------------------------------- | --- | ----------------------------------------- | ------------------------------------------- |
| M9470LL/A                | A108x                        | Juillet 2004 - Mars 2008 | 802.11 b/g                             | - 10/100 Ethernet WAN ou LAN port - sortie audio jack analogique/numérique - Port d'Imprimante USB                                              | AirPort Express 802.11 g (1re Génération) | Mac: 5.x iOS: aucun Windows 5.5.3, 5.6.1    |
| MB321LL/A                | A1264                        | Mars 2008 – Juin 2012    | 802.11 a/b/g/Draft N                   | - Pont Sans fil Ethernet - 10/100Base-T Ethernet WAN ou LAN port - sortie audio jack analogique/numérique - Port d'Imprimante USB               | AirPort Express 802.11 n (1re Génération) | Mac: ? - 6.x iOS: 1.0 - 1.3 Windows 5.6.1   |
| MC414LL/A                | A1392                        | Juin 2012 – Avril 2018   | 802.11 a/b/g/n double bande simultanée | - Sans fil-pont Ethernet - 2 ports Ethernet 10/100: WAN ou LAN, LAN uniquement - sortie audio jack analogique/numérique - Port d'Imprimante USB | AirPort Express 802.11 n (2e Génération)  | Mac: 5.6 - 6.x iOS: 1.0 - 1.3 Windows 5.6.1 |